# Vale Benfeito
Vale Benfeito ist eine Gemeinde (Freguesia) im portugiesischen Kreis Macedo de Cavaleiros. In ihr leben 159 Einwohner (Stand 19. April 2021).